# エベロリムス
エベロリムス（英: Everolimus、開発コード：RAD-001）は 、分子標的治療薬であり、免疫抑制剤・抗癌剤の一つである。
免疫抑制剤としては「サーティカン」、悪性腫瘍治療薬としては「アフィニトール」として製造・販売されている。また経皮的冠動脈形成術での薬剤溶出性ステント（DES）に用いられている。
シロリムス（別名ラパマイシン）の誘導体であり、mTOR（mammalian target of rapamycin）阻害剤として作用する。

## 作用機序
他のmTOR阻害剤同様に、細胞内での信号伝達を阻害する。ただしエベロリムスはmTORC1にのみ作用し、mTORC2には影響しない。mTORC1のネガティブフィードバックはAKTキナーゼを活性化し、かつmTORC2を阻害しないためポジティブフィードバックがおこりAKTを活性化する。このAKTの活性化はある種の細胞をアポトーシスへ導く。
- T及びBリンパ球を抑制し、移植臓器への拒絶反応を抑制する。（サーティカン）
- 血管内膜の増殖抑制により、冠動脈の再狭窄を抑制する薬剤溶出性ステントに用いられる。（アボット社のXience Vステントやボストン・サイエンティフィックのPromusステント）
- 腎細胞癌や乳癌における細胞増殖シグナルや血管発育シグナルの中継するmTORを阻害するので、抗癌剤として処方される。（アフィニトール）

## 適応症
- サーティカンの適応症
  - 心移植・腎移植・肝移植の拒絶反応の抑制
- アフィニトールの適応症
  - 根治切除不能または転移性の腎細胞癌
  - 神経内分泌腫瘍
  - 手術不能または再発乳癌
  - 結節性硬化症[2]

## 併用禁忌
生ワクチン（乾燥弱毒生麻疹ワクチン、乾燥弱毒生風疹ワクチン、経口生ポリオワクチン、乾燥BCG等）は病原体が増殖して発症する虞れが有るので併用禁忌である。

## 副作用
重大な副作用として知られているものは、
- 悪性腫瘍（2.5％、0.1％二次発癌）、感染症（44.6％、19.6％）、口内炎（－、59.6％）、アナフィラキシー（－、※）、
- 腎不全（－、1.1％）、腎障害（12.9％、－）、移植腎血栓症、（※、－）、BKウイルス腎症（0.1％、※）、進行性多巣性白質脳症（PML）（※、※）、
- 間質性肺疾患（0.3％、15.0％）、肺胞蛋白症（0.1％、※）、心嚢液貯留（9.9％心移植、0.2％）、急性呼吸窮迫症候群（※、0.2％）、
- 血栓性微小血管障害（0.8％、※）、肺塞栓症（0.1％未満、0.5％）、深部静脈血栓症（0.2％、0.1％）、
- 高血糖（0.9％、10.0％）、糖尿病の発症・増悪（（1.4％・不明、纏めて2.5％）、
- 貧血（－、16.8％）、ヘモグロビン減少（－、2.6％）、白血球減少（－、6.3％）、リンパ球減少（－、5.3％）、好中球減少（－、6.0％）、血小板減少（－、11.6％）

である（サーティカン、アフィニトール の順）（－は記載無し、※は頻度不明）。

## 臨床試験
- 肝細胞癌に対して第III相臨床試験が行われた。進行肝細胞癌に於いては、エベロリムスは全生存期間を延長させなかった[3]。

## 関連
- ゾタロリムス
- タクロリムス
- シロリムス
- テムシロリムス
- サイクロスポリン
- バイオリムス
- ノボリムス
- ピメクロリムス